# 替补 (板球)
板球运动中的替补是指一个替补运动员，在一个球员受伤或者生病的情况下，在比赛开始前，获得裁判许可，通过球员任命的球员。替补规则可参见板球规则的第2条。

## 概述
一个替补可以替代受伤或者生病的球员上场，除非获得队长许可，他可能不能投球、击球或者作为捕手或队长。著名的一个案例就是1986年英格兰和新西兰上议院的锦标赛 ，在这次锦标赛中，英国队由于原捕手受伤而换了四个不同的捕手。（详见下文“战术替补”。）当受伤的或生病的球员击球时，替补可能会作为防守方，但他自己却不能击球。一个球员即使在部分比赛中有替补的时候仍可以击球、投球以及接球。如果一个击球手有防守员，那么不管是他犯规还是他的防守员犯规，他都将被淘汰出局。
在一些情况下，替补可以接杀，第一种情况就是锦标赛#15中，当比利默多克被公羊斯科特接杀的时候，他就是作为对方队里（英格兰队）的替补。

## 受伤下场
如果一个击球手在击球时受伤或者感觉不舒服，那么在另一个击球手出局或者下场的时候，他可以下场或者保留他那局比赛。如果在那局比赛结束的时候，他还不能返回赛场，那么在其他所有击球员出局时（除了那个受伤或不舒服而下场的击球员），击球方必须结束他们的那一局。当击球员要求医疗治疗远离赛场的时候（他们经常那样做需要引证），上述情况就经常发生。因此，击球方就很可能输掉比赛，尽管他们可能只是输掉了9个（或更少的）三柱门。为了便于计算平均击球数，受伤下场球员被算作未出局。

## 自愿下场
详见自愿下场。

## 受伤外野手限制
当一个球员因为受伤或病痛而离开赛场，并由替补外野手代替的时候，他通常不会获准返回赛场或立即保留投球资格的（如果他们队在他离场后开始比赛时，他也不能保留击球资格）。受伤球员必须在回到比赛场上呆上等同于他恢复投球前离场的时间。根据不同形式的比赛，可能对于时间的要求不同，对于球员返回赛场的要求也不同。

## 战术替补
2005年，国际板球协会宣布，因为国际单日板球赛比赛条件的部分变动将于十个月的时间内试行，足球式的战术替补将被准许。每个队可以有一个替补，在投球比赛前指定，而且可以在比赛的任何阶段替补上场。7月英格兰与澳大利亚进行的国民西敏寺挑战联赛首次运用了这些新规则，但是在其它的板球赛中却没有运用这些规则，比如锦标赛。
然而，这种改变却遭到球员、实况评论员以及球迷们广泛批判。人们都说，实际上，赢得投球的一队比以往更具优势。
2006年3月，球员和官方议员开始反对这条有争议的规则，并且在南非和澳大利亚间的国际单日联赛中，球员们一致联合抵制这条规则。在国际板球协会宣布的短短数周后，这条规则就被撤销了，此后再未使用过。
在2005灰烬杯锦标联赛中，瑞奇庞廷抱怨了他所认为的特殊外野手的战术替补在英国队里表现出是弱势投球手，这颇有争论的举动违背了板球运动精神。英国投球手经常在投球后就被替补换下场，由新的外野手代替。英国教练声称，这些替补行为有些是正常受伤，有的是因为“尿急”。庞廷因在第4场比赛的时候被一个替补外野手截杀而反抗时遭到了75%比赛费的罚款。  2008年国际板球商会增强了替补使用规则的严格性，称“替补外野手只有在受伤、病痛或者其他可接受理由的情况下才能获得批准…并且不应该包括通常所谓的 “舒适的休息”。